# COVID-19 в Намибии
Пандемия COVID-19 достигла Намибии 14 марта 2020 года. В стране 28 марта 2020 года был введён карантин. После 5 апреля не было новых случаев заболевания, вирус не вызвал смертельных случаев в стране. С 5 мая ограничения на передвижение и контакты должны постепенно уменьшаться.

## Общие сведения
12 января 2020 года Всемирная организация здравоохранения (ВОЗ) подтвердила, что новый коронавирус стал причиной респираторного заболевания в группе людей в городе Ухань (провинция Хубэй, Китай), о котором ВОЗ узнала 31 декабря 2019 года.
Летальность от COVID-19 намного ниже, чем у SARS, пандемия которого произошла в 2003 году, однако заразность нового заболевания намного выше, что приводит к повышенной смертности.
Намибия имеет двойную государственную/частную систему здравоохранения, но большинство людей обслуживаются государственными учреждениями. До вспышки коронавируса в государственных учреждениях по всей стране было установлено 39 аппаратов ИВЛ; ещё 10 были готовы к развёртыванию в новых местах и 83 были заказаны из-за пандемии.

## Подтверждённые случаи
14 марта Намибия сообщила о своих первых случаях COVID-19, вызванная SARS-CoV-2. Это румынская пара, которая 11 марта прибыла в Виндхук из Испании через Доху, Катар. Они были обследованы по прибытии в Международный аэропорт имени Хосеа Кутако, но в то время не имели симптомов. Пара выздоровела в течение 2 недель.
19 марта был подтверждён третий случай. 61-летний гражданин Германии, прибывший в Намибию 13 марта, остаётся в изоляции и находится в стабильном состоянии. Как и в случае с румынской парой, были проверены все контакты. К 25 марта 2020 года общее число случаев заболевания достигло семи, из которых один считается местной передачей. К 28 марта общее количество случаев достигло 11, причем все новые случаи были связаны с поездками, к 6 апреля было зарегистрировано 16 случаев и 3 выздоровления. К тому времени было проведено 362 теста, 206 — правительством Намибии через Намибийский институт патологии и 156 — лабораториями ЮАР.
С 5 апреля новых случаев зарегистрировано не было, общее количество остается равным 16 с 10 выздоровлениями. На сегодняшний день Намибия не зафиксировала смертельных случаев в результате COVID-19. Все подтверждённые случаи из трех регионов: Кхомас, Эронго и Карас. По состоянию на 9 мая было выполнено 1511 тестов.

## Ответы правительства

### Ограничения движения
В ходе первой реакции 14 марта, когда были подтверждены первые случаи, правительство приостановило авиаперелеты в Катар, Эфиопию и Германию и обратно на 30 дней. Все государственные и частные школы были закрыты на месяц, а большие собрания были запрещены. Это включало празднование 30-й годовщины независимости Намибии, которое должно было состояться 21 марта. Также были закрыты библиотеки, музеи и художественные галереи. 17 марта президент Хаге Гейнгоб объявил чрезвычайное положение в качестве правовой основы для ограничения основных прав, гарантированных Конституцией. Запрет на проведение больших собраний был уточнён применительно к 50 и более людям.
Начиная с 27 марта было объявлено о 21-дневном закрытии регионов Эронго и Кхомас. Были запрещены межрегиональные поездки, за исключением городов Окахандья и Рехобот. На тот же период были приостановлены сессии парламента, а бары и рынки закрыты. Под «собраниями большого количества людей» начали подразумеваться собрания более 10 человек. Позднее выяснилось, что закрытие баров распространяется на всю Намибию, а не только на закрытые регионы. Продажа алкоголя была запрещена.
Водоснабжение домашних хозяйств, которые были отключены из-за неуплаты, было приказано восстановить. Это привело к массовому скоплению людей в очереди в муниципальных офисах в Виндхуке, что вызвало обеспокоенность по поводу нарушения социального дистанцирования.
14 апреля карантин был продлён до 4 мая. Теперь он официально распространяется на все области. В некоторые условия карантина были внесены поправки. Разрешено работать на открытых рынках и в неформальной торговле. Каждому человеку, который потерял доход или сталкивается с иными трудными условиями из-за карантина, полагается выплата 750 N$. Более 800 000 человек подали заявки на получение выплаты, 346 000 из них были выплачены к концу апреля.

### Возвращение к нормальной жизни
До истечения срока блокировки была разработана четырехэтапная стратегия постепенного ослабления ограничений:
1. Сам карантин — стадия 1.
2. На втором стадии, начиная с 5 мая 2020 года, большинству предприятий снова разрешается работать, а людям передвигаться. Работникам старше 60 лет и хронически больным приходится работать из дома. В публичных местах нужно носить маску для лица и придерживаться социального дистанцирования. Собрания более 10 человек, контактные виды спорта, бары и спортивные залы не допускаются, алкоголь нельзя продавать, а международные границы остаются закрытыми.
3. Предполагается, что стадия 3 будет следовать через 28 дней после стадии 2, вдвое больше инкубационного периода вируса. Это позволит вновь открыть школы и университеты и постепенно открывать границы. Публичные собрания до 20 человек будут разрешены.
4. Стадия 4, опять же через 28 дней после стадии 3, планируется как полный возврат к правилам, предшествующим пандемии, за исключением больших собраний. Предполагается, что эта стадия продлится до тех пор, пока не появится вакцина от вируса.

## Влияние на общество
В последнюю неделю марта в Эронго и некоторых магазинах в Виндхуке последовала короткая волна панических покупок, вызванный неоднозначной информацией от правительства.
Из-за карантина уровень преступности и дорожно-транспортных происшествий значительно снизился.
Многие ученики выразили обеспокоенность по поводу позднего открытия школ. Петиция change.org, озаглавленная «Призыв к открытию школ для учеников 11 и 12 классов в Намибии», получила более 2500 подписей в попытке убедить министерство образования, искусства и культуры открыть школы раньше.

## Внешние ссылки
- Ministry of Health and Social Services - COVID-19 Page